# Todas las mujeres (película)
Todas las mujeres es una película española de 2013 dirigida por Mariano Barroso, se retrata a un hombre a través de la mirada de seis mujeres. La película está basada en la serie Todas las mujeres que en 2010 dirigió el mismo Barroso por el canal TNT.

## Sinopsis
Nacho, un "canalla manipulador y encantador que utiliza las mujeres que pasan por su vida" según el actor protagonista, es un veterinario especializado en inseminación de ganadería bovina, que se mete en un lío por culpa de su amante, la joven becaria Ona y se enfrenta a las mujeres que han significado algo en su vida. Ante él aparecen su amante, su madre Amparo, su psicóloga Andrea, su compañera Laura, su exprometida Marga y su cuñada Carmen. Con todas ellas tiene cuentas pendientes y en todas ellas se debe enfrentar para resolverlas.
Como lo define el propio Barroso, "es el retrato de la decadencia de una clase de hombre que en España está dando los últimos coletazos, un machismo que tiene mucho que ver con la incapacidad del hombre de decir la verdad y con darle la culpa a los demás ".

## Reparto
- Eduard Fernández . . . Nacho
- Lucía Quintana . . . Laura
- Michelle Jenner . . . Onda
- María Morales . . . Marga
- Petra Martínez . . . Amparo
- Marta Larralde . . . Carmen
- Nathalie Poza . . . Andrea

## Premios
XXVIII Premios Goya
| Año  | Categoría               | Persona                             | Resultado |
| ---- | ----------------------- | ----------------------------------- | --------- |
| 2014 | Mejor guion adaptado    | Alejandro Hernández Mariano Barroso | Ganador   |
| 2014 | Mejor actor             | Eduard Fernández                    | Nominado  |
| 2014 | Mejor actriz revelación | María Morales                       | Nominado  |
| 2014 | Mejor actriz secundaria | Nathalie Poza                       | Nominado  |

Premios Días de Cine
| Año  | Categoría               | Persona           | Resultado |
| ---- | ----------------------- | ----------------- | --------- |
| 2014 | Mejor película española | Todas las mujeres | Ganador   |
| 2014 | Mejor actor español     | Eduard Fernández  | Ganador   |

Medallas del Círculo de Escritores Cinematográficos
| Año  | Categoría               | Persona / Película                           | Resultado |
| ---- | ----------------------- | -------------------------------------------- | --------- |
| 2014 | Mejor actriz secundaria | Petra Martínez Nathalie Poza Michelle Jenner | Nominadas |
| 2014 | Mejor guion adaptado    | Alejandro Hernández Mariano Barroso          | Nominados |

Premios Feroz
| Año  | Categoría               | Persona / Película | Resultado |
| ---- | ----------------------- | ------------------ | --------- |
| 2014 | mejor comedia           | Todas las mujeres  | Nominada  |
| 2014 | Mejor actriz secundaria | Petra Martínez     | nominada  |
| 2014 | mejor actor             | Eduard Fernández   | nominado  |

Premios Cinematográficos José María Forqué
| Año  | Categoría   | Persona / Película | Resultado |
| ---- | ----------- | ------------------ | --------- |
| 2014 | mejor actor | Eduard Fernández   | Ganador   |

Premios Sant Jordi de Cinematografía
| Año  | Categoría          | Persona / Película | Resultado |
| ---- | ------------------ | ------------------ | --------- |
| 2014 | Rosa de Sant Jordi | Todas las mujeres  | Ganadora  |